# Еннеді (регіон)
Енне́ді́(фр. Ennedi, араб. منطقة إنيدي) — адміністративний регіон в Республіці Чад. Назву свою регіон отримав по гірському плато Еннеді.
- Адміністративний центр — місто Фада.
- Площа — 211 000 км², населення — 173 606 осіб (2009 рік).

## Географія
Регіон Еннеді знаходиться в північно-східній частині Чаду. На заході межує з регіоном Борку, на півдні з регіоном Ваді-Фіра, на сході з Суданом, на півночі з Лівією.

## Історія
Утворений 19 лютого 2008 року в ході адміністративної реформи Чаду з колишнього регіону Борку-Еннеді-Тібесті.

## Адміністративний поділ
В адміністративному відношенні регіон поділяється на 2 департаменту: Еннеді та Ваді-Хавар.

## Пам'ятки
- Гвені-Фада
- Гельта д'Аршей
- Уніанга (система озер)
- Йоа (озеро)
- Катам